# قاعدة التسعات
هي قاعدة علمية لتحديد مساحة الإصابة في الجسم بشكل نسبي, وتستخدم هذه القاعدة في تحديد مساحة الإصابة في الجسم (إصابات الحروق), لتحديد كمية المصل التي يجب إعطاؤها للمصاب فنعطي لكل 1% 4 ملل من المصل , حيث يشكل الرأس 9%و الأطراف العلوية 9% لكل طرف, الصدر 9%و البطن 9%, الظهر 9%, أسفل الظهر 9%, كل فخذ 9%, كل ساق وقدم 9%, ومنطقة الأعضاء التناسلية 1%
المجموع: 9 * 11 = 99 + 1 = 100